# Panaro
Panaro – rzeka w północnych Włoszech, w regionie Emilia-Romania, prawostronny dopływ Padu. Długość rzeki wynosi 148 km, a powierzchnia dorzecza 2292 km².
Źródło rzeki znajduje się w Apeninach Północnych, na północnym zboczu szczytu Foce a Giovo, na wysokości 1500 m n.p.m. Rzeka płynie w kierunku północno-wschodnim. Odcinek źródłowy nosi nazwę Rio delle Tagliole. W pobliżu miejscowości Pievepelago zmienia nazwę na Scoltenna. Nazwę Panaro rzeka przyjmuje w miejscu połączenia ze strumieniem Leo. Rzeka od wschodu opływa Modenę. Do Padu uchodzi na północ od miasta Bondeno.